# Центральная координационная комиссия демократических партий, Польша
Центральная координационная комиссия демократических партий — создана 24 ноября 1944 года в Люблине для выработки принципов управления освобожденной Польши. В состав комиссии вошли представители партий: ППР, ППС, СЛ (Люблин), СД, СП (в 1945–1946 гг.), ПСЛ (в 1945–1946 гг.).  На местах были созданы губернские и уездные комиссии.
17 июля 1945 г. На заседании комиссии было принято решение внести в Национальный Совет предложение об установлении 22 июля Днем Возрождения Польши.
В октябре 1945 г. комиссия получила заявку на расширение своего состава за счет включения в него Польской социал-демократической партии. Заявка была отклонена.
В ноябре 1956 г. по инициативе ЦК ПОРП был возобновлен политический форум сотрудничества всех партий, действующих в рамках FJN, который получил название Центральной координационной комиссии политических партий и общественных организаций. В ней были установлены принципы сотрудничества по важнейшим политическим и экономическим вопросам страны, при этом в работе комиссии принимали участие представители руководства отдельных партий.